# Слободан Јањић (футсалер)
Слободан Јањић (17. фебруар 1987) професионални је српски футсалер. Игра на позицији крила.